# Židovský hřbitov v Dobrušce
Židovský hřbitov v Dobrušce se nachází v severní části města Dobruška směrem na Křovice, asi 500 m severovýchodně od náměstí na konci Křovické ulice. Má rozlohu 2399 m2 a je chráněn jako kulturní památka České republiky.

## Popis a historie
Židovský hřbitov byl založen již v roce 1675 na severovýchodním okraji města. Své dnešní rozlohy dosáhl po rozšíření roku 1881. Do dnešních dnů se zde dochovalo 246 náhrobků neboli macev. Nejstarší z nich pocházejí z roku 1688, nejmladší z roku 1942. Je mezi nimi řada cenných barokních stél. Nacházejí se tu i čtyři hroby židovských vojáků, kteří padli roku 1866 v bitvě u Náchoda, jež byla první velkou bitvou prusko-rakouské války. Jsou zde pohřbeni i Židé z okolí, z obcí, které neměly vlastní hřbitovy, například z Nového Města nad Metují, případně z míst, kde nebyla ani náboženská obec.
Vstup do areálu hřbitova obehnaného vysokou zděnou ohradní zdí je umožněn zastřešeným průchozím objektem márnice a obřadní síně. V jednoduché márnici z 19. století je umístěn památník obětem nacismu.
Zdejší židovská komunita sice přestala existovat v roce 1941, nicméně hřbitov sloužil svému účelu až do následujícího roku, kdy byli dobrušští Židé 18. prosince odvlečeni do koncentračního tábora v Terezíně.

## Další fotografie

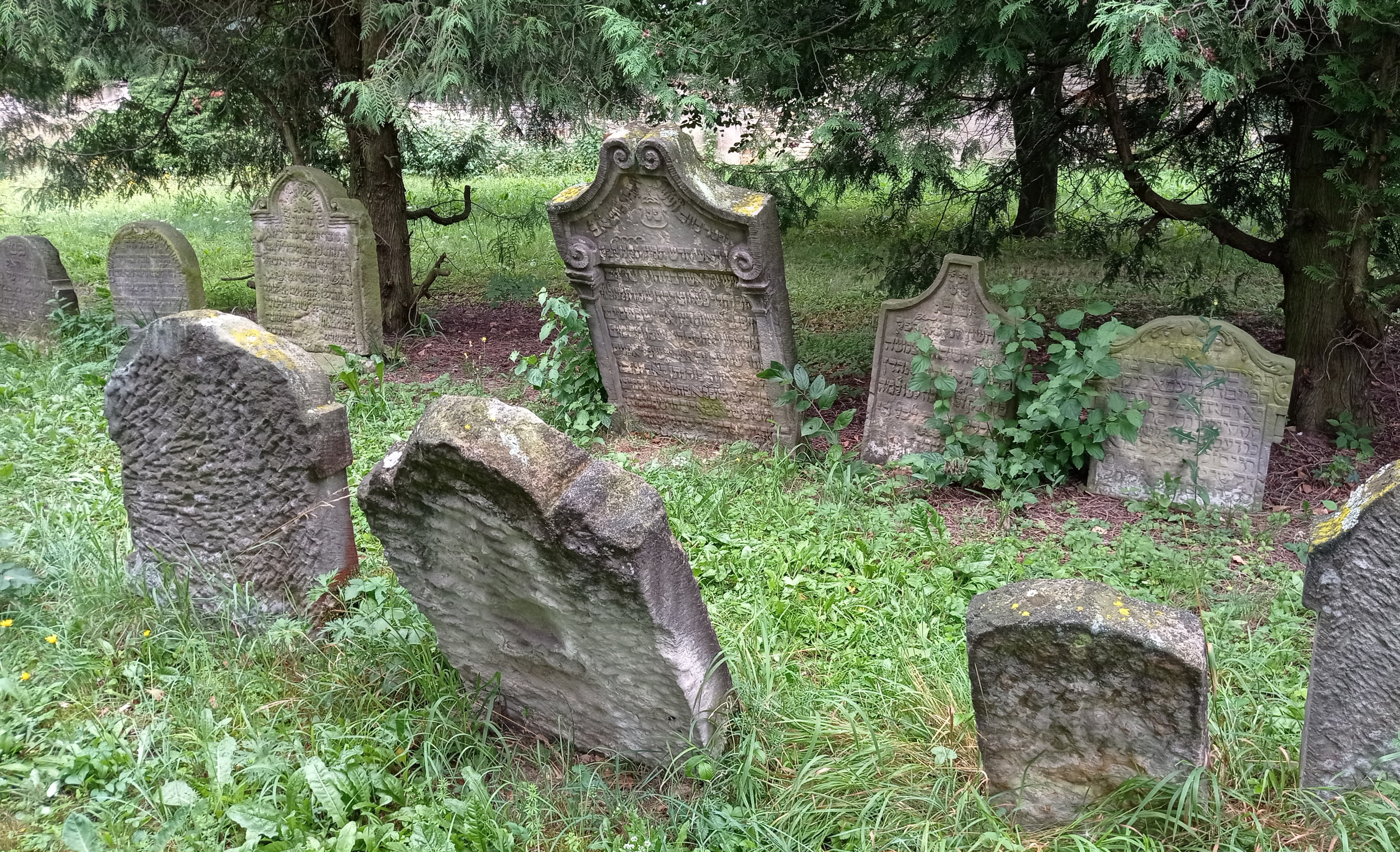
Starší pískovcové náhrobky
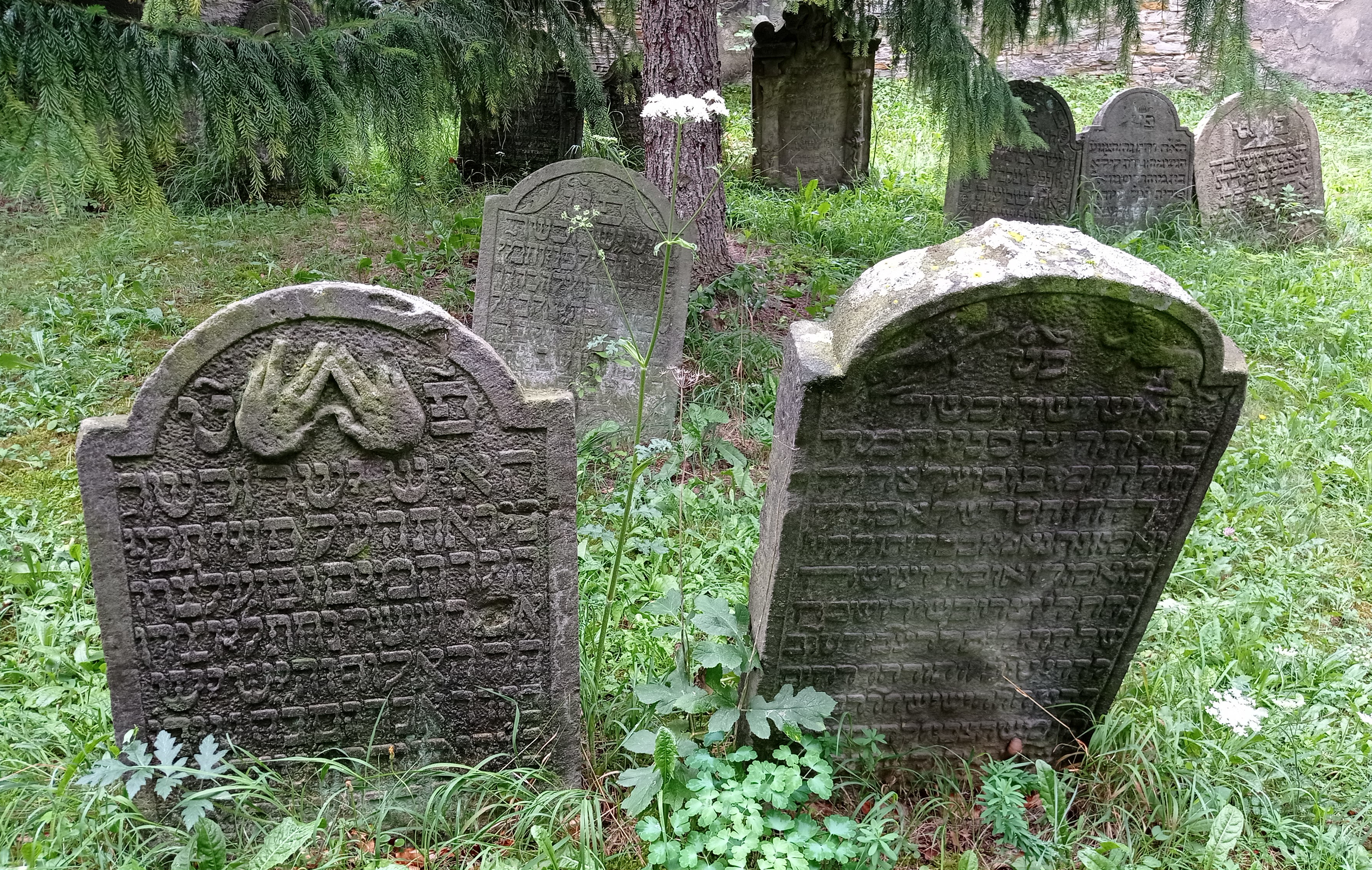
Náhrobek s Kohenskýma rukama
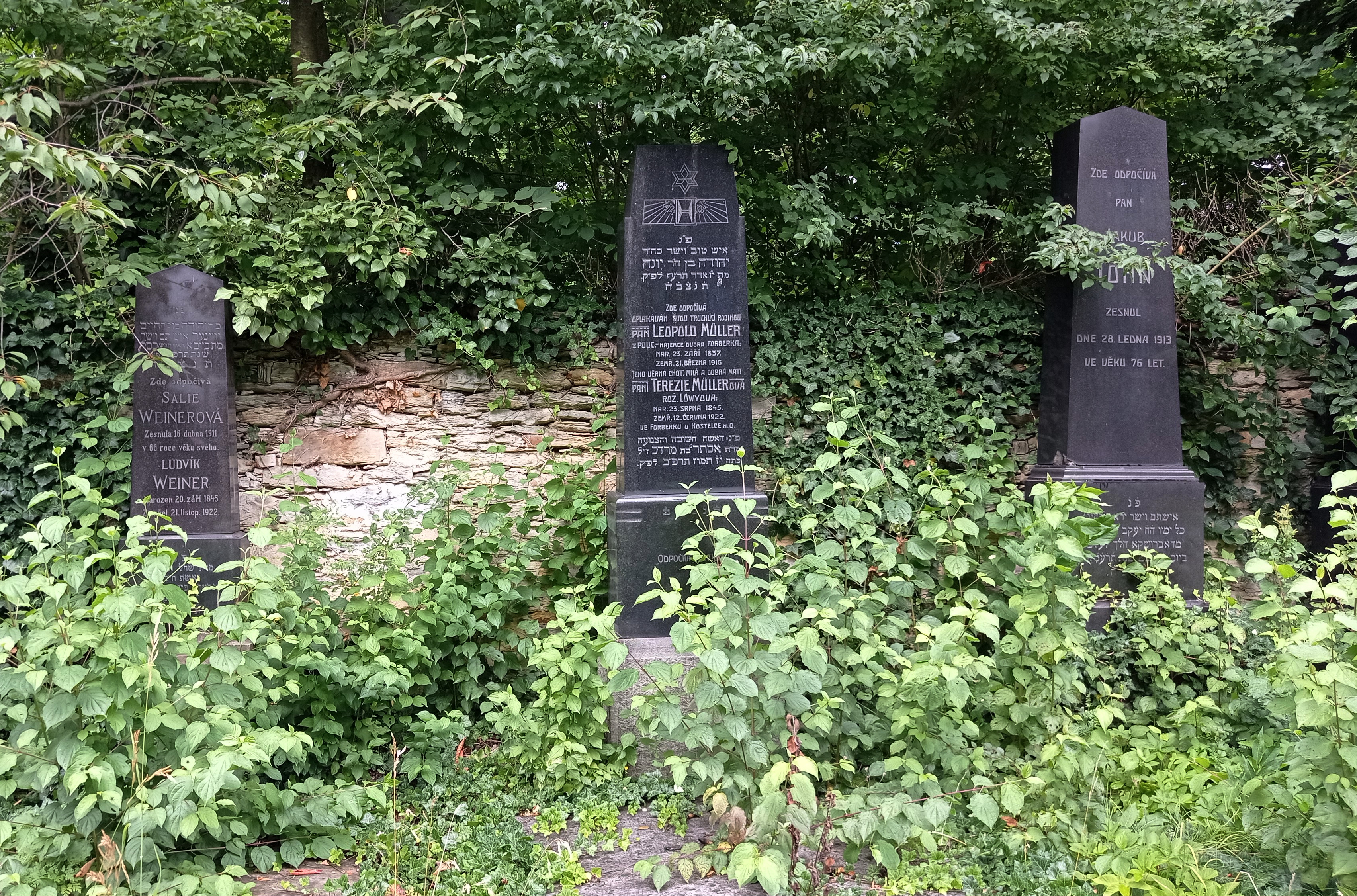
Moderní žulové náhrobky
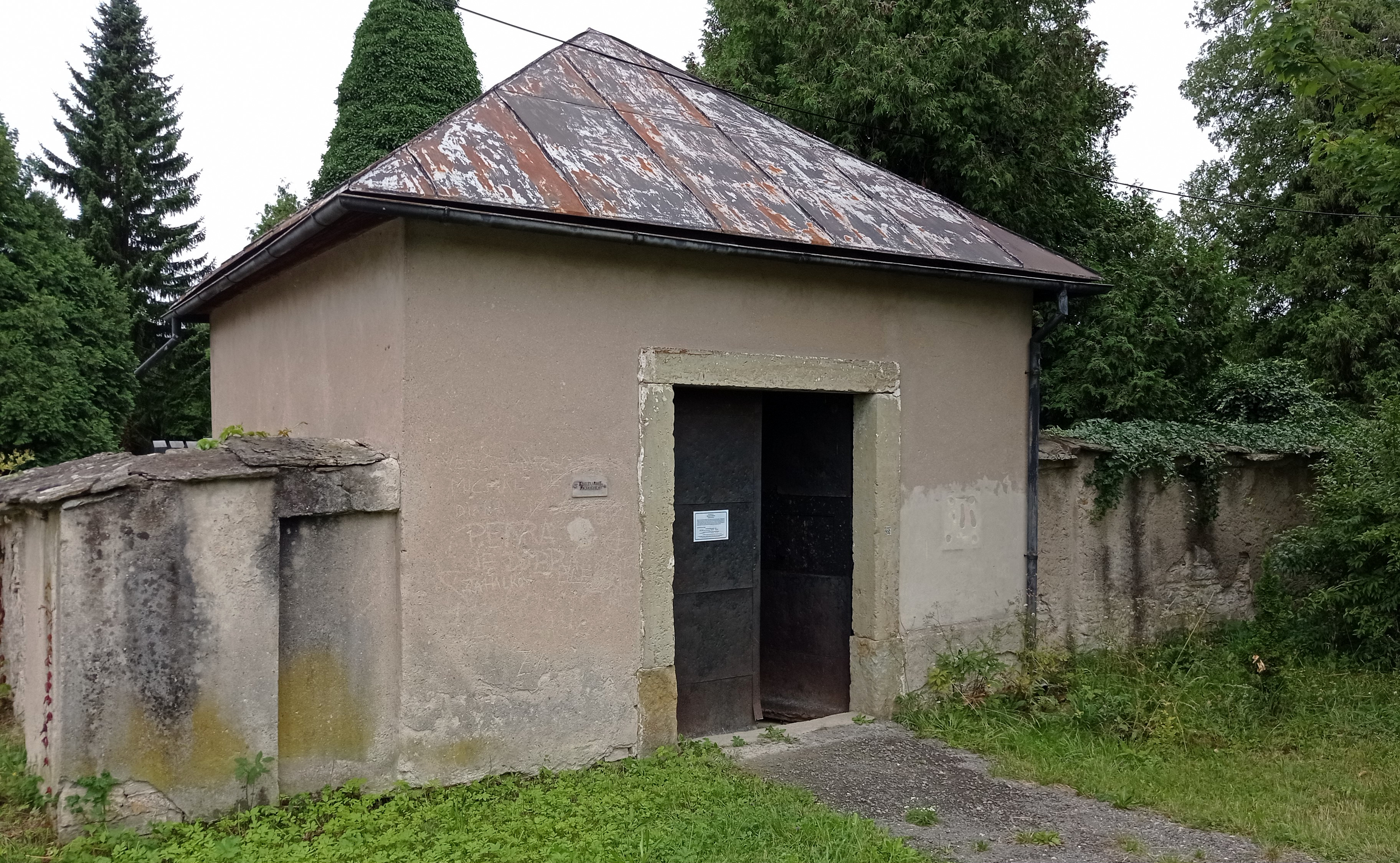
Obřadní síň
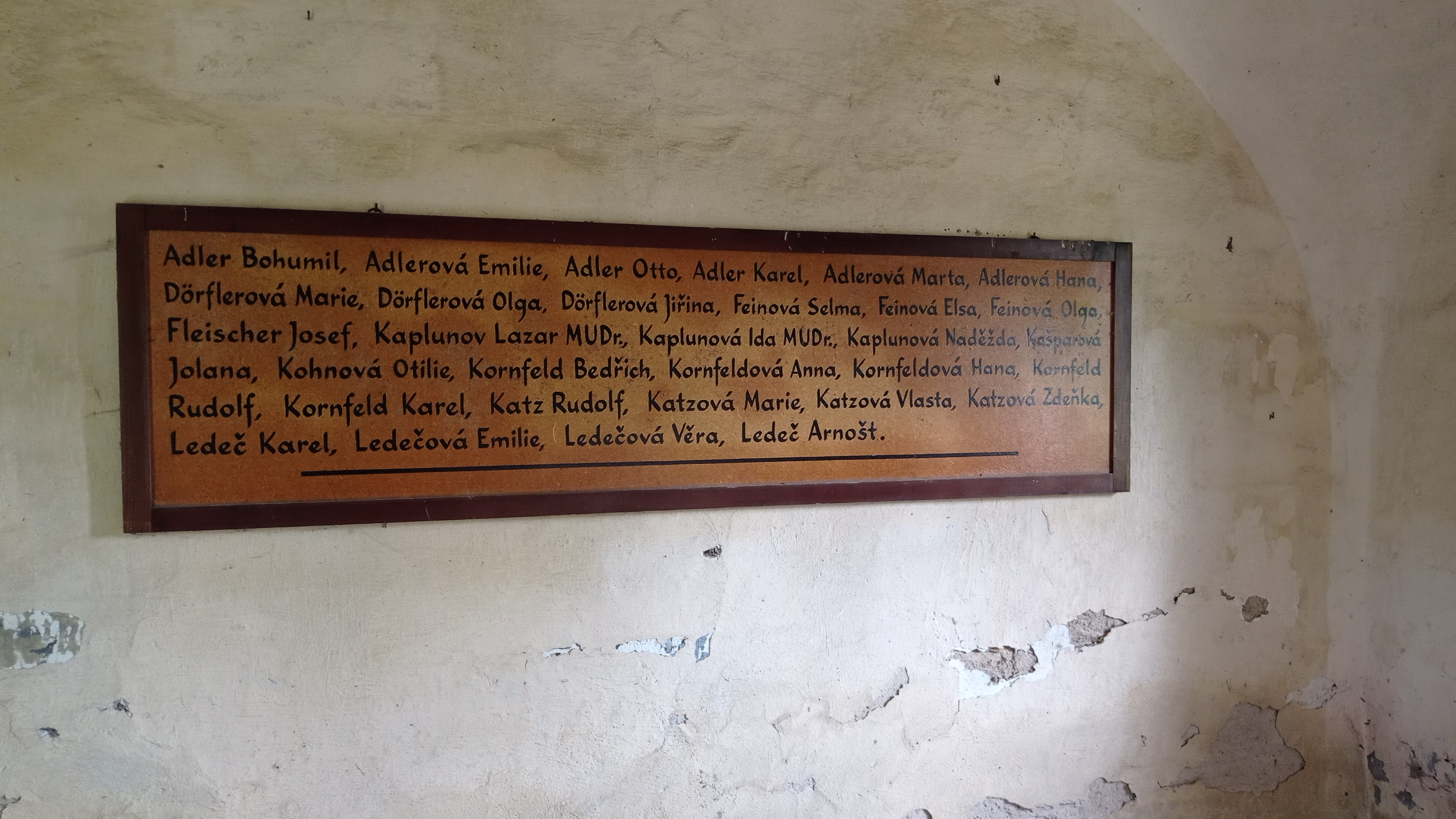
Interiér obřadní síně
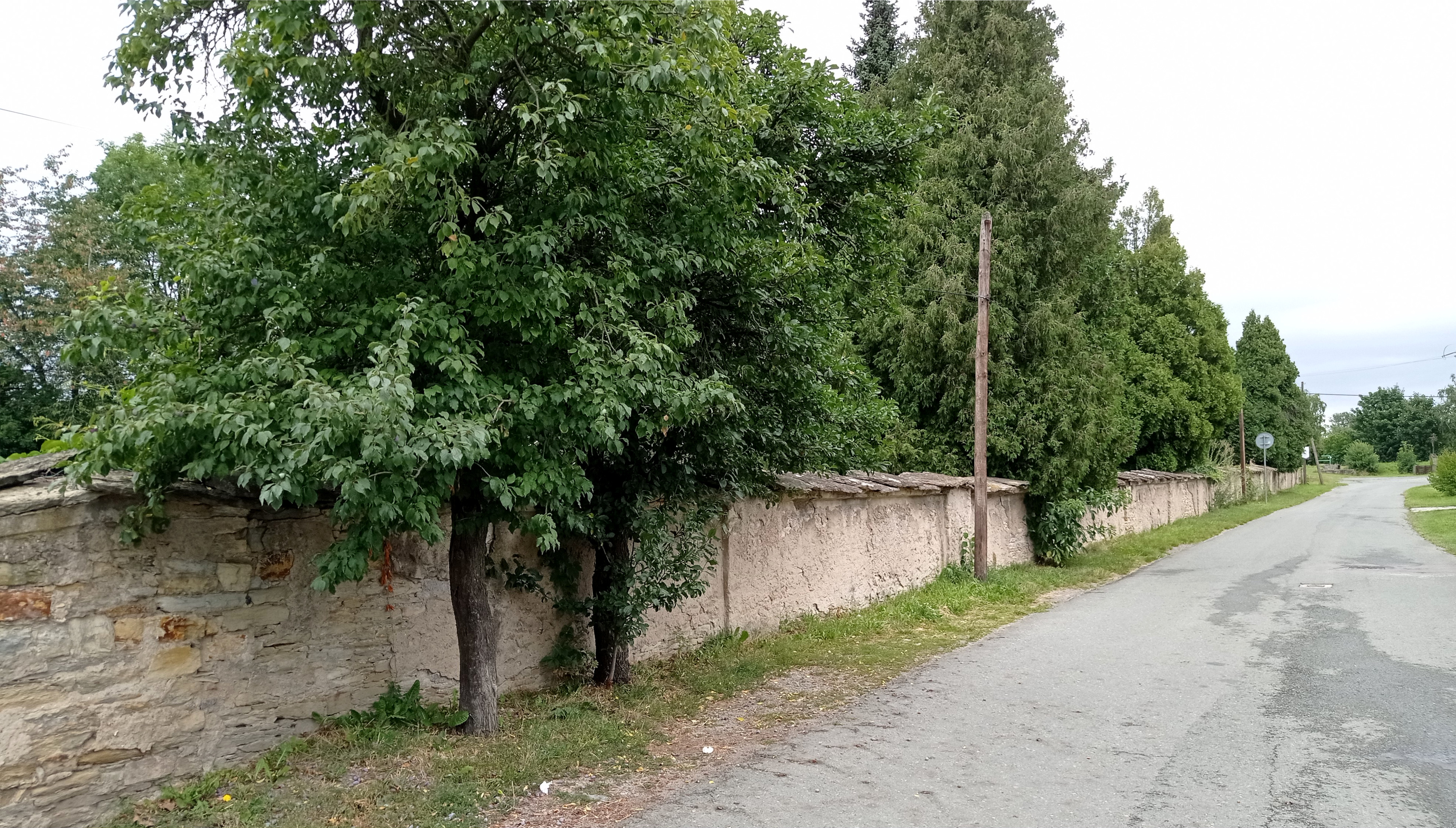
Ohradní zeď podél Křovické ulice